# Connellia
Connellia N.E.Br. é um género botânico pertencente à família Bromeliaceae, subfamília Lindmanioideae.
Plantas encontradas na Guiana e Venezuela.
O gênero foi nomeado em homenagem ao ornitologista e biólogo inglês Frederick Vavasour McConnell (1868-1914)

## Espécies
- Connellia augustae (R.Schomburgk) N.E.Brown
- Connellia caricifolia L.B.Smith
- Connellia nahoumii Leme
- Connellia nutans L.B.Smith
- Connellia quelchii N.E.Brown
- Connellia var. darajanii L.B.Smith & Steyermark